# Antarmahal
Antar Mahal (bengalski: অন্তরমহল ôntormohol, inny tytuł '"Antar Mahal: Voices of the Inner Chamber") to bengalski dramat wyreżyserowany w 2005 roku przez Rituparno Ghosha, autora Chokher Bali, Raincoat, czy The Last Lear. W filmie grają Jackie Shroff, Rupa Ganguly, Soha Ali Khan i Abhishek Bachchan gra drugoplanową rolę. Za zdjęcia odpowiedzialny jest Abhik Mukherjee – operator takich filmów jak Bunty i Babli, czy Raincoat.

## Fabuła
1878 rok. Bengal. Bhubaneshwar Chaudhary (Jackie Shroff) ma dwa marzenia: mieć syna i zwyciężyć w rywalizacji z sąsiadem przygotowując okazalej święto Durgi. Po dwunastu latach małżeństwa z piękną Mahamayą nadal nie ma syna. Ku rozgoryczeniu Mahamayi bierze sobie za drugą żonę młodziutką Jashomati (Soha Ali Khan). Conocne próby poczęcia syna przez szorstkiego, pozbawionego czułości Bhubaneshwara są męką dla dziewczyny.
Chcąc zaimponować wszystkim w przygotowaniach do święta Durgi Bhubaneshwar sprowadza młodego artystę Brija Bhushana (Abhishek Bachchan). Nie znający bengalskiego rzeźbiarz ma w oparciu o portret brytyjskiej królowej Wiktorii wyrzeźbić posąg Durgi. Bhubaneshwar liczy, że przypodobawszy się w ten sposób Anglikom uzyska od nich tytuł i nadania. Obecność milczącego zmysłowego artysty zaczyna intrygować obie żony Bhubaneshwara.

## Obsada
- Jackie Shroff – zamindar Bhubaneshwar Chaudhary
- Abhishek Bachchan – Brij Bhushan
- Roopali Ganguly – Mahamaya, żona Zamindara (jako Rupa Ganguly)
- Soha Ali Khan – Jashomati, żona zamindara
- Raima Sen – Rukmini